# Lago di Recentino
Il lago di Recentino è un piccolo invaso di origine artificiale creato con lo sbarramento del torrente L'Aia ed alimentato da una derivazione del Fiume Nera.

## Descrizione
Si trova in Umbria, in provincia di Terni, nel territorio del comune di Narni ed è anche conosciuto come lago di Narni.
Ha un volume di invaso massimo che si attesta sui 2 milioni di m³, in costante riduzione a causa dell'interramento della zona a monte dove confluisce il torrente che nel corso degli anni  ha apportato molti detriti.
L'ambiente umido del lago è di particolare interesse per la presenza di uccelli migratori.

## Galleria d'immagini

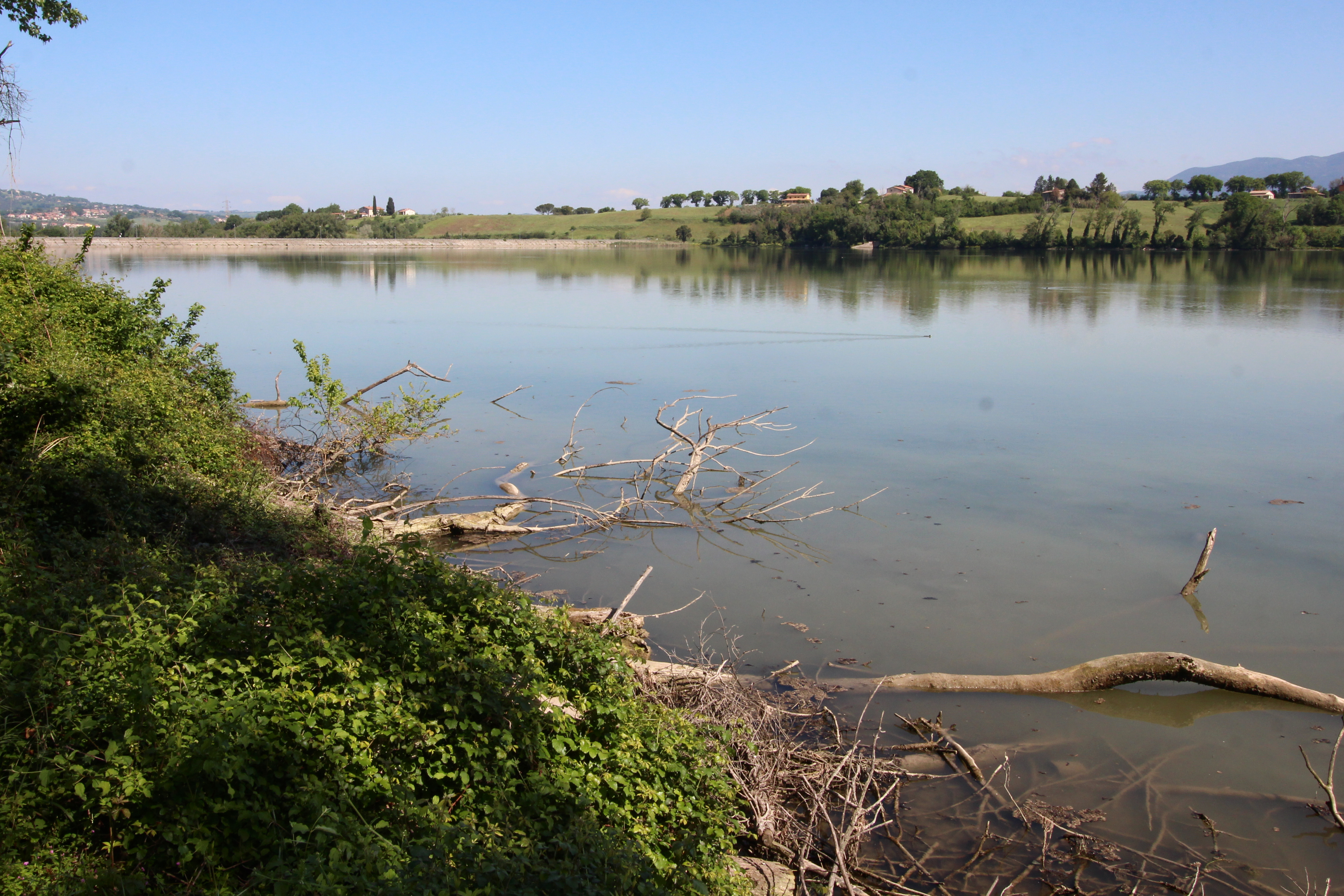
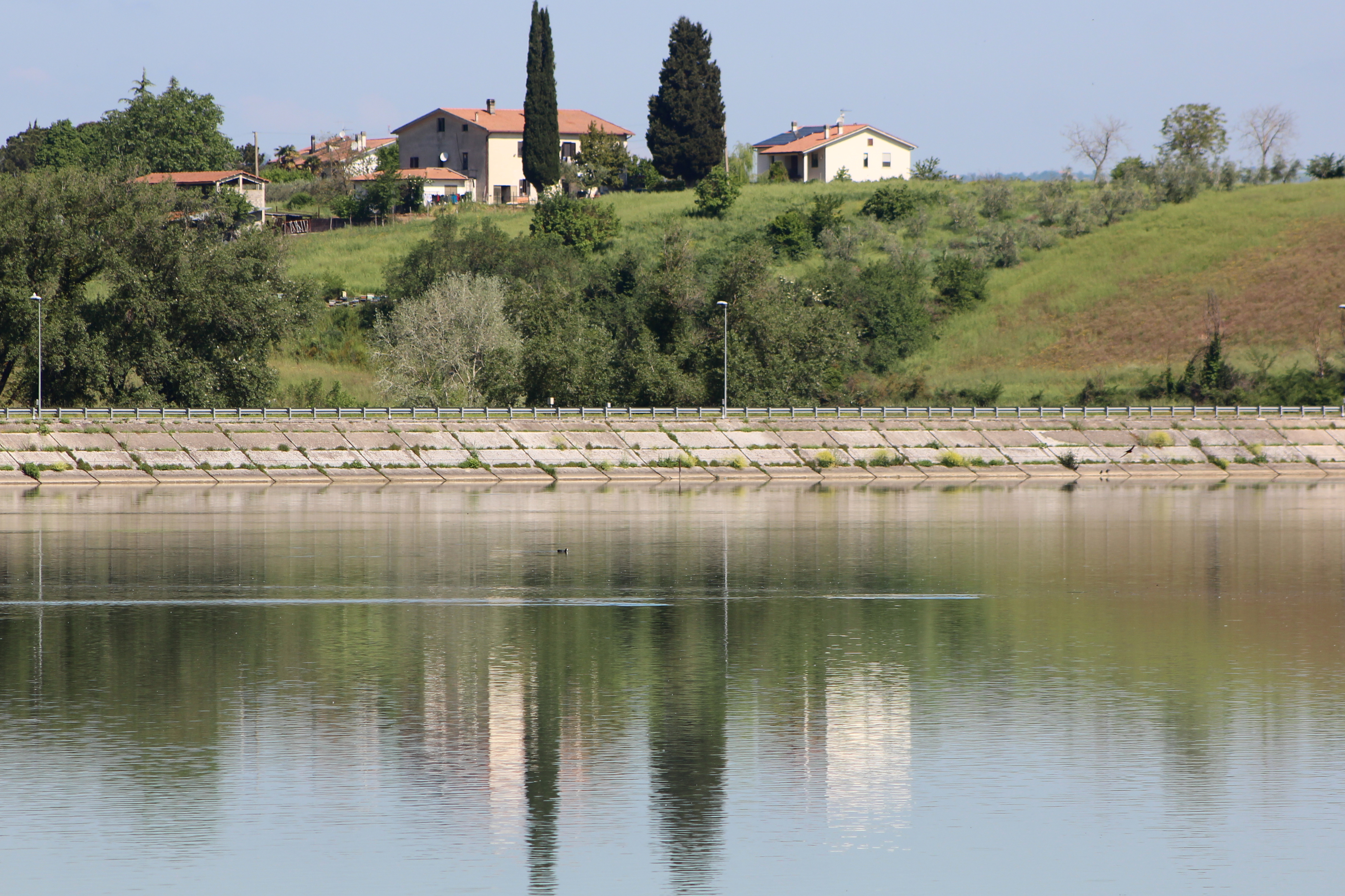